# Bergiola
Bergiola is een geslacht van rechtvleugeligen uit de familie sabelsprinkhanen (Tettigoniidae). De wetenschappelijke naam van dit geslacht is voor het eerst geldig gepubliceerd in 1910 door Stshelkanovtzev.

## Soorten
Het geslacht Bergiola omvat de volgende soorten:
- Bergiola balchaschica Stshelkanovtzev, 1907
- Bergiola gorokhovi Garai, 2011
- Bergiola grandis Tarbinsky, 1930
- Bergiola hissarica Bey-Bienko, 1951
- Bergiola mongolica Uvarov, 1928
- Bergiola montana Bey-Bienko, 1951
- Bergiola persica Uvarov, 1928
- Bergiola popovi Bey-Bienko, 1951